# Кравченко Юрій Федорович
Ю́рій Фе́дорович Кра́вченко (5 березня 1951, Олександрія, Кіровоградська область — 4 березня 2005, Конча-Заспа, Київська область) — український політичний діяч, колишній міністр внутрішніх справ України (1995—2001), генерал внутрішньої служби України. З 1 грудня 2001 року по 21 травня 2002 року — голова Херсонської обласної державної адміністрації. Доктор юридичних наук (2003).
Протягом декількох років був найближчим соратником президента України Леоніда Кучми і вважався одним із ймовірних його наступників. Під його керівництвом було розгромлено свавілля організованих кримінальних угрупувань, особливо в Криму.
Під час касетного скандалу був звинувачений у зникненні опозиційного журналіста Георгія Гонгадзе і, відтак, усунутий з першого ешелону української політики. Загинув внаслідок двох пострілів в голову. Офіційне слідство зробило висновок, що це було самогубство.

## Життєпис

Храм святих Федора і Анастасії (УПЦ МП) біля входу до головного кладовища міста Олександрія, освячений в 2004 році. Названий на честь батьків Юрія Кравченка.

Народився 5 березня 1951 у місті Олександрія Кіровоградської області у робітничій сім'ї.
Освіта вища, у 1978 р. закінчив Горьківську вищу школу МВС СРСР, правознавець.
Вересень 1966 р. — серпень 1970 р. — учень Олександрійського індустріального технікуму.

Жовтень 1970 р. — листопад 1970 р. — електрослюсар Олександрійської шахти 3-біс Кіровоградської області

Листопад 1970 р. — листопад 1972 р. — служба в армії.

Листопад 1972 р. — серпень 1974 р. — електрик Кіровоградського заводу друкарських машин.

Вересень 1974 р. — серпень 1978 р. — слухач Горьківської вищої школи МВС СРСР.

Серпень 1978 р. — липень 1980 р. — інспектор БРСВ відділу внутрішніх справ Світловодського міськрайвиконкому Кіровоградської області

Липень 1980 р. — вересень 1981 р. — старший інспектор БРСВ відділу внутрішніх справ Світловодського міськрайвиконкому Кіровоградської області 

Вересень 1981 р. — жовтень 1982 р. — начальник відділення карного розшуку Олександрійського міського відділу внутрішніх справ Кіровоградської області

Жовтень 1982 р. — липень 1984 р. — заступник начальника Олександрійського міського відділу внутрішніх справ.

Липень 1984 р. — квітень 1986 р. — начальник Олександрійського міського відділу внутрішніх справ. 

Квітень 1986 р. — квітень 1988 р. — начальник відділу боротьби з наркоманією Управління карного розшуку МВС УРСР.

Квітень 1988 р. — серпень 1989 р. — заступник начальника 7-го Управління МВС УРСР.

Вересень 1989 р. — грудень 1992 р. — начальник УВС Кіровоградської області

Грудень 1992 р. — до грудень 1994 р. — заступник міністра — начальник кримінальної міліції МВС України.

Грудень 1994 р. — липень 1995 р. — голова Державного митного комітету України.

3 липня 1995 р. — 26 березня 2001 р. — міністр внутрішніх справ України. 

1997 — конфлікт з Михайлом Бродським (на той час потужним бізнесменом і власником газети «Киевские ведомости»). Газета опублікувала матеріал про незаконне набуття міністром автомобілю «Мерседес» S 600L. Кравченко звернувся до суду з позовом до видання на 9 млн. грн., внаслідок чого «Киевские ведомости» змінили власників. Сам Михайло Бродський невдовзі потрапив за ґрати, й лише перемога на парламентських виборах 1998 року врятувала його від ув'язнення.
У серпні 2000 року Кравченко передав через прем'єр-міністра В. Ющенка до Верховної Ради свої пропозиції до Закону «Про міліцію», якими, зокрема, передбачалося перейменування міліції на поліцію. У цей же час почався перехід міліції на нову, відмінну від радянської, форму одягу.
Доктор юридичних наук (кандидатська дисертація «Актуальні проблеми реформування органів внутрішніх справ України (організаційно-правові питання)», Університет внутрішніх справ, 1998; докторська дисертація «Свобода як принцип демократичної правової держави», Національна юридична академія України імені Ярослава Мудрого, 2003).
Автор книги «Міліція України». Майстер спорту з плавання.

### Посади
Був членом:
- Ради національної безпеки і оборони України (30 серпня 1996 р — 2001 р.)
- Ради з питань збереження національної культурної спадщини (червень 1997 р. — січень 1998 р.)
- Координаційної ради з питань судово-правової реформи при Президентові України (жовтень 1997 р. — липень 2000 р.)
- Комісії з доопрацювання та узгодження проектів Кримінального, Кримінально-процесуального та Кримінально-виконавчого кодексів України (липень 1998 р. — листопад 2001 р.)
- Координаційного комітету боротьби з корупцією і організованою злочинністю
- Комісії з опрацювання питань щодо скасування смертної кари в Україні
- Координаційної ради з питань внутрішньої політики
- президії Національної ради з узгодження діяльності загальнодержавних і регіональних органів та місцевого самоврядування.

### Касетний скандал
28 листопада 2000 року О. Мороз оприлюднив аудіокасети з записами розмов у кабінеті Л. Кучми, згідно з якими, Ю. Кравченко мав бути причетний до викрадення Георгія Ґонґадзе. У зв'язку з цим 14 грудня міністр виступив на спеціальному засіданні Верховної Ради і категорично заперечував свою причетність. Але парламент прийняв постанову, якою рекомендував президенту звільнити Ю. Кравченка з посади міністра. У відповідь Л. Кучма заявив, що чекає подання прем'єра про звільнення Ю. Кравченка, але цього не було зроблено.
26 березня 2001 року Президент України своїм указом звільнив Ю. Кравченка з посади міністра внутрішніх справ «у зв'язку з переходом на іншу роботу».
Серпень 2001 р. — грудень 2001 р. — директор Інституту права ім. Князя Володимира Великого при Міжрегіональній академії управління персоналом.
Грудень 2001 р. — травень 2002 р. — голова Херсонської ОДА .
Травень 2002 р. — грудень 2002 р. — директор Інституту права ім. Князя Володимира Великого при Міжрегіональній академії управління персоналом.
6 грудня 2002 — червень 2004 р. — голова Державної податкової адміністрації України.

Надгробок Юрія Кравченка, Байкове кладовище

7 вересня 2010 року офіційне слідство у справі вбиства Георгія Гонгадзе визнало винним Кравченка як замовника.

### Смерть
Помер 4 березня 2005 року від двох вогнепальних поранень в голову.
Того дня о 10 годині ранку Юрій Кравченко повинен був з'явитися до Генеральної прокуратури на допит у «справі Ґонґадзе». Незадовго до призначеного часу ЗМІ поширили інформацію про смерть головного свідка. Як стало відомо згодом, смерть Кравченка настала між 7-ю та 8-ю годинами ранку 4 березня. Його дружина повідомила, що близько 7-ї її чоловік пішов до технічного приміщення (гаражу) свого котеджу. Через декілька хвилин вона почула два постріли поспіль.
Якщо дотримуватись версії про самогубство, то Кравченко двічі стріляв собі в голову. Перший постріл був в підборіддя, але куля пройшла навиліт через рот. Другий (смертельний) постріл був у праву скроню. Подібні обставини, наявність контрольного пострілу, присутні і в загибелі Георгія Кірпи.
Слідчі знайшли передсмертну записку, зміст якої повідомив міністр внутрішніх справ Юрій Луценко: «Мої дорогі, я не винний ні в чому. Пробачте мене, я став жертвою політичних інтриг Президента Кучми та його оточення. Іду від вас з чистою совістю, прощавайте».
Похований на Байковому кладовищі (ділянка № 49б, 50°25′2.76″ пн. ш. 30°30′4.3″ сх. д. / 50.4174333° пн. ш. 30.501194° сх. д.).

## Нагороди та почесні звання
- Орден Богдана Хмельницького III ст. (21 серпня 1999) — за самовіддану працю, визначні особисті заслуги в державному будівництві, соціально-економічному, науково-технічному і культурному розвитку України та з нагоди 8-ї річниці незалежності України[2]
- Заслужений юрист України (6 березня 1998) — за вагомі особисті заслуги у зміцненні законності і правопорядку, високий професіоналізм[3]
- Орден Святого Дмитрія Солунського III ступеню (церковний)
- Орден Святого князя Володимира Великого I ступеню (церковний)
- Почесний громадянин Олександрії[4]
- Почесний Президент Асоціації професійних видів єдиноборств

## Про Кравченка
Напередодні п'ятої річниці загибелі Юрія Кравченка вийшло в світ відразу кілька книг, присвячених життю цієї непересічної людини і таємниці його смерті.
Серед них — твір Тетяни Петрівни Кравченко «Честь і гордість», книга соратника Юрія Кравченка — колишнього в.о. міністра внутрішніх справ України Михайла Корнієнка «Втрачений шанс», монографія Олександра Бандурки з аналізом реформ і законотворчої діяльності генерала Кравченка та інші.